# Slaking
Slaking is een fictief wezen uit de Pokémon-series computerspellen. Slaking's eerste verschijning was in Pokémon Ruby en Sapphire.
Slakings beschrijving in de Pokédex vermeldt dat hij een "luie" Pokémon is, vergelijkbaar met de Pokémon Snorlax. Slaking heeft eigenschappen van gorilla, maar is gebaseerd op de luiaard. Zijn enige eigenschap is "Truant", die Slaking ervan weerhoudt om twee keer achter elkaar aan te aanvallen. Elke tweede ronde zal Slaking, in plaats van aan te vallen "rondhangen", waarbij de Pokémon als het ware een beurt over slaat. Je kan tijdens een ronde waarin Truant actief is nog wel kiezen om van Pokémon te wisselen.
Slaking is de evolutie van Vigoroth die op zijn beurt de evolutie is van Slakoth. Slaking en Vigoroth zelf kan men niet vangen op Pokémon-versies als Ruby, Sapphire en Diamond & Pearl. Slakoth echter kan men wel in het spel vinden (in de Diamond & Pearl-versies gebeurt dit door met een zogenaamde Pokéradar een bepaalde locatie te verkennen, Slakoth duikt daardoor dan op). Om Slaking te verkrijgen moet Slakoth getraind worden tot level 18 (waarbij hij verandert in een Vigoroth), en daarna verder tot level 36 (waarbij hij in een Slaking verandert).

## Norman's Slaking
Norman's Slaking (Japans: センリのケッキング Senri's Kekking) is in de tekenfilmserie Gym Leader Norman's voornaamste en krachtigste pokémon.
Slaking maakte zijn debuut in Love, Petalburg Style, waar hij in Norman's serre verbleef samen met zijn andere Pokémon. Hij sliep doorheen bij de hele aflevering.
Norman gebruikte Slaking in Balance of Power in het gymgevecht tegen Ash, waar duidelijk werd dat hij een krachtige vechter is. Met zijn brute kracht versloeg hij bijna Ash's Grovyle. Toen Grovyle's Overgrow eigenschap werd geactiveerd, slaagde hij er in de overhand te krijgen en versloeg hij Slaking.